# Головушкін Михайло Ігорович
Михайло Ігорович Головушкін (1949—2025) — український зоолог, таксидерміст, музейний діяч, полярник, учасник VI Української антарктичної експедиції (2001—2002), один з організаторів і перший директор Даурського заповідника (1987—1996), співробітник зоологічних музеїв Києва, брав участь у створенні першого видання Червоної книги України (1980).

## Життєпис
Народився 23 листопада 1949 року в місті Київ. Протягом 1966—1973 років працював старшим інженером і художником-таксидермістом Зоологічного музею Центрального науково-природничого музею у Києві. Одночасно навчався на біологічному факультеті Київського університету, який закінчив 1973 року. У 1973—1987 роках — науковий співробітник відділу зоології хребетних Інституту зоології АН УРСР. У 1986 році підготував кандидатську дисертацію на тему «Орнитофауна Котловины Больших озер и ее зоогеографический анализ». Протягом 1987—1996 років — перший директор Даурського заповідника, в організації якого брав участь. У 1996—1999 роках — науковий співробітник Мелітопольського державного педагогічного інституту (нині Мелітопольський державний педагогічний університет імені Богдана Хмельницького). З 1999 року працює в Зоологічному музеї Київського університету. Брав участь у Шостій Українській антарктичній експедиції на станції «Академік Вернадський» (24.01.2001– 07.05.2002).
Учасник багатьох наукових експедицій в Центральну Азію. Значно поповнив колекції київських зоологічних музеїв, брав участь у створенні їх експозицій.
Пішов з життя 20 квітня 2025 року.

## Деякі найважливіші публікації
- Головушкин М. И. 1970. Материалы к орнитофауне Тувы и северо-западной Монголии. Збірник праць Зоологічного музею. 34: 93-97.
- Головушкин М. И, Щербак Н. Н. 1976. Монгольский жаворонок в Тувинской АССР, Бурятской АССР и Западной Монголии. Труды Окского государственного заповедника. 194—198.
- Головушкин М. И, Щербак Н. Н. 1976. Монгольская пустынная сойка в Западной Монголии. Труды Окского государственного заповедника. 201—202.
- Червона книга Української РСР. 1980. Київ: Наукова думка. 504 с. [у складі колективу авторів]
- Головушкин М. И., Осипова М. А. 1988. Гнездование могильника в Забайкалье. Орнитология. 23: 205—206.
- Головушкин М. И., Осипова М. А. 1989. О полиморфизме окраски пухового наряда реликтовой чайки (Larus relictus). Вестник зоологии. 2: 61-63.
- Головушкин М. И., Осипова М. А. 1990. К орнитофауне Даурской степи. Вестник зоологии. 4: 76-79.
- Головушкин М. И. 1992. Фенология весеннего прилета птиц в окрестностях Киева. Сезонные миграции птиц на территории Украины. Киев: Наукова думка. 242—249.
- Костюк И. Ю., Будашкин Ю. И., Головушкин М. И. 1994. Чешуекрылые заповедника «Даурский» (Аннотированный список видов). Киев: Институт зоологии НАН Украины. 36 с.
- Костюк И. Ю., Головушкин М. И. 1994. К изучению разноусых чешуекрылых (Lepidoptera, Macroheterocera) Восточного Забайкалья. Труды заповедника «Даурский». 2: 51-57.
- Колесник А. Д., Головушкин М. И. 1994. Результаты первого протистологического обследования снежного барана (Ovis nivicola Eschs). Вестник зоологии. 4-5: 54.
- Кораблев В. П., Кирилюк В. Е., Головушкин М. И. 1996. Исследование кариотипа даурского ежа Mesechinus dauricus (Mammalia, Erinaceidae) из terra typica. Зоологический журнал. 75 (4): 558—564.
- Tshikolovets V. V., Bidzilya A. V., Golovushkin M. I. 2002. The butterflies of Transbaikal Siberia. Kyiv-Brno. 320 pp.
- Хоменко В. Н., Головушкин М. И., Ключко З. Ф. 2004. Эколого-фаунистическая структура и динамика видового богатства совок (Lepidoptera, Noctuidae) Даурского заповедника. Вестник зоологии. 28 (2): 63–74.